# Tenggaro
Tenggaro is een bestuurslaag in het regentschap Musi Banyuasin van de provincie Zuid-Sumatra, Indonesië. Tenggaro telt 1019 inwoners (volkstelling 2010).